# Cho vay sinh viên
Khoản vay sinh viên là một loại khoản vay được thiết kế riêng để giúp sinh viên chi trả chi phí giáo dục sau trung học và các khoản phí liên quan, ví dụ học phí, sách và vật dụng, hay chi phí sinh hoạt. Nó thường có lãi suất thấp hơn đáng kể so với các hình thức vay khác và lịch trả nợ có thể được hoãn lại khi sinh viên vẫn còn đi học. Khoản vay này thường được luật pháp các nước quy định chặt chẽ, và khác nhau ở các quốc gia khác nhau, đặc biệt là về thương lượng và phá sản. Bài viết sẽ đưa ra  những điểm khác biệt của hệ thống cho vay sinh viên ở một số quốc gia tiêu biểu.

## Úc
Chi phí nhà ở của sinh viên sau trung học Úc thường được chương trình HECS-HELP tài trợ. Khoản hỗ trợ này được chuyển tới sinh viên dưới dạng các khoản cho vay đặc biệt. Chúng được hoàn trả theo thời gian thông qua thuế bổ sung, trả dần từng phần theo tỉ lệ thay đổi dựa trên thu nhập chịu thuế. Do đó, việc hoàn trả khoản vay chỉ được thực hiện khi sinh viên đã đi làm có thu nhập đủ để trả nợ. Nếu sinh viên có thể trả nợ trước hạn, họ cũng được ưu đãi chiết khấu. Chương trình này dành cho công dân Úc và những người có thị thực nhân đạo vĩnh viễn. Sinh viên cũng có thể được nhận học bổng hỗ trợ khó khăn nếu thuộc tiêu chuẩn trợ cấp. Úc cũng có chương trình hỗ trợ đặc biệt cho các sinh viên bản địa. 
Có một số ý kiến chỉ trích rằng chương trình HECS-HELP tạo ra động cơ thúc đẩy công dân Úc rời khỏi đất nước sau khi tốt nghiệp, bởi vì những người không khai thuế Úc sẽ không phải thực hiện bất kỳ khoản hoàn trả nào.

## Canada
Tỉnh British Columbia cho phép Công ty Bảo hiểm British Columbia ngưng cấp hoặc gia hạn giấy phép lái xe đối với những người có nợ cho sinh viên quá hạn, tiền cấp dưỡng con cái hoặc tiền phạt của tòa án chưa thanh toán. Sinh viên cần phải đáp ứng đủ điều kiện về chi phí giáo dục và chi phí sinh hoạt để có thể được vay và chính sách này được kiểm soát trực tiếp bởi chính phủ.

## Việt Nam
Ở Việt Nam, các chính sách vay vốn sinh viên do nhà nước hỗ trợ thông qua Ngân Hàng Chính Sách Xã Hội.
Tiêu chuẩn vay vốn sinh viên bao gồm thuộc diện khó khăn, hoặc ưu đãi bộ đội xuất ngũ, sinh viên không mắc các vi phạm pháp luật khi yêu cầu vay vốn.
Mức vay hạn chế và lãi suất ưu đãi được điều chỉnh theo tình hình kinh tế chung của Việt Nam
Khoản vay được giải ngân 2 lần vào đầu mỗi kỳ học. Sau khi sinh viên đi làm sẽ bắt đầu trả nợ, thời hạn nợ bằng thời hạn vay hoặc gấp đôi tuỳ thời gian học của sinh viên.